# Roubaix-Cassel-Roubaix
Roubaix-Cassel-Roubaix was een regionale wielerwedstrijd voor beroepsrenners, gereden in Frankrijk tussen Roubaix en Cassel.